# Isdelare
Begreppet isdelare är besläktat med vattendelare. Det är den högsta, centrala delen av en inlandsis eller kalottglaciär från vilken isen rör sig ut åt alla håll.
Isen i en glaciär rör sig mycket långsammare än rinnande vatten. Men även isen rör sig. Vissa glaciärer täcker den översta kammen på en bergskedja. Då rör sig isen åt olika håll på de olika sidorna.